# United Company
United Company var ett engelskt teatersällskap, verksamt mellan 1682 och 1695.  Det var den enda teatern i London under sin verksamhetstid. 
United Company skapades när Londons två teatersällskap, Duke's Company på Dorset Garden Theatre och King's Company på Dorset Garden Theatre, förenades i ett sällskap under ledning av Duke's Companys ledare Thomas Betterton. 
United Company splittrades under ledning av Christopher Rich när en utbrytargrupp under Thomas Betterton 1695 etablerade Lincoln's Inn Fields Playhouse och sedan Her Majesty's Theatre år 1705, som tillsammans med Covent Garden-operan blev huvudkonkurrenten till Drury Lane Theatre under 1700-talet.